# Raffaele Morelli
Raffaele Morelli (Milano, 5 novembre 1948) è uno psichiatra, psicoterapeuta e saggista italiano.

## Biografia
Si laurea in Medicina e Chirurgia presso l'Università degli Studi di Pavia nel 1973, e l'anno dopo assolve all'obbligo di leva a Trieste dove presta attenzione alle problematiche relazionali dei militari nello svolgimento delle proprie mansioni; si è poi specializzato in Psichiatria presso l'Università degli Studi di Milano nel 1977.
Dal 1979 è direttore dell'Istituto Riza, gruppo di ricerca che pubblica la rivista Riza Psicosomatica ed altre pubblicazioni specializzate, con lo scopo di "studiare l'uomo come espressione della simultaneità psicofisica riconducendo a questa concezione l'interpretazione della malattia, della sua diagnosi e della sua cura". Inoltre è direttore delle riviste Dimagrire e Salute Naturale. Il suo metodo di analisi risente molto dell'influenza di Carl Gustav Jung soprattutto in riferimento ai temi del destino e l'accettare sè stessi.
Dall'attività dell'Istituto Riza è sorta anche la Scuola di Formazione in Psicoterapia ad indirizzo psicosomatico, riconosciuta ufficialmente dal Ministero dell'università e della ricerca scientifica e tecnologica nell'ottobre del 1994. È anche vicepresidente della SIMP (Società Italiana di Medicina Psicosomatica). Da tempo partecipa in qualità di ospite a numerose trasmissioni televisive sia per la RAI sia per Mediaset ((Maurizio Costanzo Show, Tutte le mattine, Matrix) e  ad altre radiofoniche.

## Controversie
Nel 2020, intervistato da Michela Murgia su Radio Capital, si rende protagonista di uno spiacevole episodio, rivolgendo a Murgia, la quale gli stava chiedendo spiegazioni su alcune dichiarazioni sulla figura femminile, le parole "Zitta e ascolta" . Durante l'invervista, cita la psicanalisi, teoria e metodologia di psicoterapia priva di basi scientifiche .

## Opere
- Verso la concezione di un sé psicosomatico. Il corpo è come un grande sogno della mente, con Diego Frigoli e Gianlorenzo Masaraki, Milano, UNICOPLI, 1979; Milano, Edizioni Libreria Cortina, 1980. ISBN 88-7043-011-1
- La dimensione respiratoria. Studio psicosomatico del respiro, con Gianlorenzo Masaraki, Milano, Masson Italia, 1981. ISBN 88-214-1950-9.
- Dove va la medicina psicosomatica, a cura di, Milano-Roma, Riza libri, Endas, 1982.
- Il sacro. Antropoanalisi, psicosomatica, comunicazione, con Erminio Gius e Carlo Tosetti, Milano, Riza-Endas, 1983.
- Convegno internazionale Mente-corpo: il momento unificante. Milano, 24-26 ottobre 1986. Atti, a cura di e con Piero Parietti, Milano, UNICOPLI, Riza, 1987. ISBN 88-7061-321-6.
- I sogni dell'infinito, a cura di e con Franco Sabbadini, Milano, Riza, 1989. ISBN 88-7071-031-9.
- Autostima. Le regole pratiche, Milano, a cura dell'Istituto Riza di medicina psicosomatica, 1997. ISBN 88-900173-0-9.
- Il talento. Come scoprire e realizzare la tua vera natura, Milano, Riza, 1998. ISBN 88-7071-028-9.
- Ansia, con testi di Piero Parietti e Vittorio Caprioglio, Milano, Riza, 1999. ISBN 88-7071-029-7.
- Insonnia, con testi di Piero Parietti e Vittorio Caprioglio, Milano, Riza, 1999. ISBN 88-7071-030-0.
- Cefalea, con testi di Piero Parietti e Vittorio Caprioglio, Milano, Riza, 1999. ISBN 88-7071-031-9.
- Lo psichiatra e l'alchimista. Romanzo, Milano, Riza, 2000. ISBN 88-7071-040-8.
- Le nuove vie dell'autostima. Se piaci a te stesso ogni miracolo è possibile, Milano, Riza, 2001. ISBN 88-7071-047-5.
- Conosci davvero tuo figlio? Sconosciuto in casa. Dal delitto di Novi Ligure al disagio di una generazione, con Gianna Schelotto, Milano, Riza, 2001. ISBN 88-7071-051-3
- Come essere felici, Milano, A. Mondadori, 2003.
- Cosa dire e non dire nella coppia, Milano, A. Mondadori, 2003.
- Come mantenere il cervello giovane, Milano, A. Mondadori, 2003.
- Come affrontare lo stress, Milano, A. Mondadori, 2003.
- Come amare ed essere amati, Milano, A. Mondadori, 2003.
- Come dimagrire senza soffrire, Milano, A. Mondadori, 2003.
- Come risvegliare l'eros, Milano, A. Mondadori, 2003.
- Come star bene al lavoro, Milano, A. Mondadori, 2003.
- Come essere single e felici, Milano, A. Mondadori, 2003.
- Cosa dire o non dire ai nostri figli, Milano, A. Mondadori, 2003.
- La rinascita interiore, Milano, Riza, 2003. ISBN 88-7071-064-5
- Volersi bene. Tutto ciò che conta è già dentro di noi, Milano, Riza, 2003.
- L'amore giusto. C'è una persona che aspetta solo te, Milano, Riza, 2004.
- Vincere i disagi. Puoi farcela da solo perché li hai creati tu, Milano, Riza, 2004.
- Felici sul lavoro. Come ritrovare il benessere in ufficio, Milano, Riza, 2004.
- I figli felici. Aiutiamoli a diventare se stessi, Milano, Riza, 2004.
- La gioia di vivere. Scorre spontaneamente dentro di noi, Milano, Riza, 2004.
- Essere se stessi. L'unica via per incontrare il benessere, Milano, Riza, 2004.
- Accendi la passione. È la scintilla che risveglia l'energia vitale, Milano, Riza, 2004.
- Alle radici della felicità. Editoriali dal 1980 al 1990 pubblicati su Riza psicosomatica, rivista mensile delle Edizioni Riza, Milano, Riza, 2004. ISBN 88-7071-072-6
- Ciascuno è perfetto. L'arte di star bene con se stessi, Milano, Mondadori, 2004. ISBN 88-04-52085-X.
- Il segreto di vivere. Aforismi, Milano, Riza, 2004. ISBN 88-7071-075-0.
- Realizzare se stessi, Milano, Riza, 2005.
- Vincere la solitudine, Milano, Riza, 2005.
- Dimagrire senza fatica, Milano, Riza, 2005.
- Amare senza soffrire, Milano, Riza, 2005.
- Guarire con la psiche, Milano, Riza, 2005.
- Superare il tradimento, Milano, Riza, 2005.
- Dizionario della felicità, 6 voll, Milano, Riza, 2005.
- Non siamo nati per soffrire, Milano, Mondadori, 2005.
- L'autostima. Le cinque regole. Vivere la vita. Adesso, Milano, Riza, 2006.
- Conoscersi. L'arte di valorizzare se stessi. Via le zavorre dalla mente, Milano, Riza, 2006.
- I figli difficili sono i figli migliori, Milano, Riza, 2006.
- Il matrimonio è in crisi... che fortuna!, Milano, Riza, 2006.
- Autostima 2007. I consigli di Raffaele Morelli per un anno di felicità, Milano, Riza, 2006.
- Le parole che curano, Milano, Riza, 2006. ISBN 88-7071-095-5
- Perché le donne non ne possono più... degli uomini, Milano, Riza, 2006.
- Le piccole cose che cambiano la vita, Milano, Mondadori, 2006. ISBN 88-04-56010-X.
- Come trovare l'armonia in se stessi, Milano, Oscar Mondadori, 2007. ISBN 978-88-04-57101-8.
- Ama e non pensare, Milano, Mondadori, 2007. ISBN 978-88-04-57240-4.
- Curare il panico. Gli attacchi vengono per farci esprimere le parti migliori di noi stessi, con Vittorio Caprioglio, Milano, Riza, 2007.
- Non dipende da te. Affidati alla vita così realizzi i tuoi desideri, Milano, Mondadori, 2007. ISBN 978-88-7071-113-4.
- L'alchimia. L'arte di trasformare se stessi, Milano, Riza, 2008.
- Il sesso è amore. Vivere l'eros senza sensi di colpa, Milano, Mondadori, 2008. ISBN 978-88-04-58339-4.
- Puoi fidarti di te, Milano, Mondadori, 2009. ISBN 978-88-04-59350-8.
- La felicità è dentro di te, Milano, Mondadori, 2009. ISBN 978-88-04-59365-2.
- L'unica cosa che conta, Milano, Mondadori, 2010. ISBN 978-88-04-59811-4.
- La felicità è qui. Domande e risposte sulla vita, l'amore, l'eternità, con Luciano Falsiroli, Milano, Mondadori, 2011, ISBN 978-88-04-61173-8.
- Guarire senza medicine. La vera cura è dentro di te, Milano, Mondadori, 2012. ISBN 978-88-04-62394-6.
- Lezioni di autostima. Come imparare a stare beni con se stessi e con gli altri, Milano, Mondadori, 2013. ISBN 978-88-04-62845-3.
- Il segreto dell'amore felice, Milano, Mondadori, 2013. ISBN 978-88-04-63356-3.
- La saggezza dell'anima. Quello che ci rende unici, Milano, Mondadori, 2014. ISBN 978-88-04-64627-3.
- Pensa magro. Le 6 mosse psicologiche per dimagrire senza dieta, Milano, Mondadori, 2014. ISBN 978-88-04-64048-6.
- Vincere il panico. [Le parole per capirlo, i consigli per affrontarlo, cosa fare per guarirlo], con Vittorio Caprioglio, Milano, Mondadori, 2015. ISBN 978-88-04-64423-1.
- Nessuna ferita è per sempre. Come superare i dolori del passato, Milano, Mondadori, 2015. ISBN 978-88-04-65817-7.
- Solo la mente può bruciare i grassi. Come attivare l'energia dimagrante che è dentro di noi, Milano, Mondadori, 2016. ISBN 978-88-04-66352-2.
- Breve corso di felicità. Le antiregole che ti danno la gioia di vivere, Milano, Mondadori, 2017. ISBN 978-88-04-67954-7.
- La vera cura sei tu, Milano, Mondadori, 2017. ISBN 978-88-04-68354-4.
- Il meglio deve ancora arrivare. Come attivare l'energia che ringiovanisce, Milano, Mondadori, 2018. ISBN 978-88-04-68355-1.
- Il potere curativo del digiuno. La pratica che rigenera corpo e mente, con Michael Morelli, Milano, Mondadori, 2018. ISBN 978-88-04-68504-3.
- Segui il tuo destino. Come riconoscere se sei sulla strada giusta, Milano, Mondadori, 2019. ISBN 978-88-04-70879-7.
- Il manuale della felicità. Le dieci regole pratiche che ti miglioreranno la vita, Milano, Mondadori, 2019. ISBN 978-88-04-71300-5.
- Pronto soccorso per le emozioni. Le parole da dirsi nei momenti difficili, Milano, Mondadori, 2020. ISBN 978-88-04-72745-3.
- Venirne fuori. Quando ti senti senza via d'uscita, Milano, Mondadori, 2020.
- Vincere l'ansia. Mondadori, 2021.
- Chiudi gli occhi e non pensare, Mondadori, 2024. ISBN 978-88-35-73888-6.